# Samšín
Samšín (deutsch Samschin) ist eine Gemeinde in Tschechien. Sie liegt fünf Kilometer nordöstlich von Pacov und gehört zum Okres Pelhřimov.

## Geographie
Samšín befindet sich im Süden der Böhmisch-Mährischen Höhe auf einem Höhenrücken über den Tälern der Trnava und ihres Zuflusses Kejtovský potok. Nordwestlich erhebt sich die Chyška (Chischka, 556 m).
Nachbarorte sind Lesná, Kyjov und Horní Dvůr im Norden, Dolní Mlýn, Březina und Bořetice im Nordosten, Přáslavice und Útěchovice im Osten, Bečan und Útěchovičky im Südosten, Houskův Mlýn, Zahrádka und Pošná im Süden, Nová Ves, Kuňovka und Roučkovice im Südwesten, Peřinkův Mlýn und Hrádek im Westen sowie Velká Chyška im Nordwesten.

## Geschichte
Die erste urkundliche Erwähnung des aus 16 Huben bestehenden Dorfes Sampschin erfolgte vor 1373 im Urbar Ulrichs I. von Rosenberg. Das Dorf gehörte jedoch nicht zu den Besitzungen der Herren von Rosenberg, sondern dem Kollegiatstift Allerheiligen auf der Prager Burg und wurde von Ulrich I. für dessen Bruder, Propst Peter II. verwaltet. 1437 wurde Sampschin dem Prager Kollegiatkapitel überschrieben. Im Jahre 1530 verkaufte Ferdinand I. das Dorf an Wenzel Ritter Robenhaupt von Sucha (Robmhap ze Suché) auf Pacov. Gepfarrt war Sampschin nach Pacov. Im Patzauer Kirchzehntregister von 1636 sind für Sampschin elf Anwesen verzeichnet. Die berní rula von 1654 weist für das Dorf zehn Bauernwirtschaften auf, von denen eine ruiniert war. Zudem lagen weitere vier Anwesen wüst. Später gehörte Samšín dem Karmelitenorden und fiel im Zuge der Josephinischen Reformen dem Religionsfonds zu.
Nach der Aufhebung der Patrimonialherrschaften bildete Samšín ab 1850 einen Ortsteil der Gemeinde Roučkovice in der Bezirkshauptmannschaft Pelhřimov. 1862 lebten in den 34 Häusern des Dorfes 287 durchweg tschechische Einwohner. Im Jahre 1887 entstand die Gemeinde Samšín. 1910 lebten in dem auf 38 Häuser angewachsenen Dorf 246 Menschen. Zwischen 1948 und 1960 gehörte die Gemeinde zum Okres Pacov und kam nach dessen Auflösung wieder zum Okres Pelhřimov zurück. Im Jahre 1976 wurde Přáslavice eingemeindet.
Samšín ist um einem großen runden Dorfplatz angelegt, auf dem sich die Kapelle und der Dorfteich befinden.

## Gemeindegliederung
Die Gemeinde Samšín besteht aus den Ortsteilen Přáslavice (Praslawitz) und Samšín (Samschin), die zugleich auch Katastralbezirke bilden.

## Sehenswürdigkeiten
- Kapelle des hl. Johannes von Nepomuk auf dem Dorfplatz von Samšín, errichtet im Jahre 1900 anstelle eines Glockenturmes aus dem Jahre 1771
- Kapelle am Dorfplatz von Přáslavice

## Söhne und Töchter der Gemeinde
- Josef Vlk (1906–1997), Heimatdichter der Vysočina